# Nili (osada)
Nili (hebrejsky ניל"י, podle stejnojmenné židovské špinonážní sítě Nili z doby první světové války, jejíž jméno tvoří zároveň akronym biblického citátu z první knihy Samuelovy 15,29 - „Věčný (Bůh) Izraele neklame“ - „Necach Jisra'el Lo Jišaker“, v oficiálním přepisu do angličtiny Nili) je izraelská osada a vesnice typu společná osada (jišuv kehilati) na Západním břehu Jordánu v distriktu Judea a Samaří a v Oblastní radě Mate Binjamin.

## Geografie
Nachází se na v nadmořské výšce 360 metrů na jihozápadním okraji hornatiny Samařska, cca 7 kilometrů severovýchodně od města Modi'in-Makabim-Re'ut, cca 27 kilometrů severozápadně od historického jádra Jeruzalému a cca 30 kilometrů jihovýchodně od centra Tel Avivu.
Osada je na dopravní síť Západního břehu Jordánu napojena pomocí lokální silnice číslo 446, která nabízí spojení jak na jih k aglomeraci okolo města Modi'in-Makabim-Re'ut, tak na sever k izraelským osadám v západním Samařsku (Bejt Arje-Ofarim). Nili je izolovanou izraelskou osadou situovanou ve vnitrozemí Západního břehu Jordánu. Nachází se ale jen necelých 5 kilometrů za Zelenou linií, která odděluje území Izraele v mezinárodně uznávaných hranicích a necelé 3 kilometry od souvislého bloku izraelských osad okolo města Modi'in Illit. Od tohoto bloku je ovšem oddělena na jihu pásem palestinských vesnic Ni'lin a Dejr Kaddis. Na severu pak leží palestinská vesnice Šabtin. V blízkosti Nili se nachází ještě další izraelská obec Na'ale.

## Dějiny
Obec Nili vznikla v roce 1981, konkrétně v červenci 1981. Zřízení osady umožnila rezoluce izraelské vlády z 13. ledna 1981. Jako původní pracovní jména plánované vesnice se zmiňovala i Nahalin a Na'ale. Na přípravě vzniku této nové sekulární židovské osady v západním Samařsku se podílela organizace B'nai B'rith. Zpočátku se zde usadilo osm rodin, později čtyřiadvacet, které obývaly provizorní karavanové domy. V obci chyběla elektřina, voda, kanalizace a telefonní spojení. Nebyla zde základní škola a děti musely za vzděláním dojíždět do vzdálených oblastí. V současné době zde již základní škola funguje, dále mateřská škola a veřejná knihovna. V provozu je provizorní synagoga, přičemž obec plánuje výstavbu nové. V Nili je malý obchod se smíšeným zbožím.
Západně od obytné části obce se rozkládá průmyslová zóna, ve které má logistické centrum a sídlo firma Kravitz zabývající se prodejem kancelářských potřeb. Archivováno 6. 3. 2010 na Wayback Machine. 
Vzhledem k poloze ve vnitrozemí Západního břehu Jordánu nebyla počátkem 21. století vesnice zahrnuta do Izraelské bezpečnostní bariéry. Bariéra vyrostla dál směrem k jihu a zahrnut do ní byl pouze blok izraelských sídel okolo města Modi'in Illit.

## Demografie
Obyvatelstvo Nili je v databázi rady Ješa popisováno jako sekulární. Podle údajů z roku 2014 tvořili naprostou většinu obyvatel Židé - cca 1200 osob (včetně statistické kategorie "ostatní", která zahrnuje nearabské obyvatele židovského původu ale bez formální příslušnosti k židovskému náboženství, cca 1300 osob).
Jde o menší obec vesnického typu s dlouhodobě rostoucí populací. K 31. prosinci 2014 zde žilo 1276 lidí. Během roku 2014 registrovaná populace stoupla o 18,9 %.
| Rok            | 1983 | 1985 | 1986 | 1987 | 1988 | 1989 | 1990 | 1991 | 1992 | 1993 | 1994 | 1995 | 1996 | 1997 | 1998 | 1999 | 2000 |
| -------------- | ---- | ---- | ---- | ---- | ---- | ---- | ---- | ---- | ---- | ---- | ---- | ---- | ---- | ---- | ---- | ---- | ---- |
| Počet obyvatel | 155  | 223  | 242  | 245  | 292  | 302  | 329  | 360  | 377  | 412  | 440  | 517  | 539  | 599  | 639  | 666  | 721  |

| Rok            | 2001 | 2002 | 2003 | 2004 | 2005 | 2006 | 2007 | 2008 | 2009 | 2010 | 2011 | 2012 | 2013 | 2014 |
| -------------- | ---- | ---- | ---- | ---- | ---- | ---- | ---- | ---- | ---- | ---- | ---- | ---- | ---- | ---- |
| Počet obyvatel | 754  | 769  | 806  | 829  | 852  | 886  | 912  | 913  | 846  | 845  | 890  | 968  | 1076 | 1276 |